# Vilhelm Thomsen
Pour les articles homonymes, voir Thomsen.
Vilhelm Ludwig Peter Thomsen, né le 25 janvier 1842 à Copenhague, mort le 12 mai 1927 à Copenhague est un linguiste danois. Il est notamment le premier à avoir déchiffré les Inscriptions de l'Orkhon avec Vassili Radlov.
Il est président de l'Académie royale danoise des sciences et des lettres de 1909 à 1927.